# Verzauberter April (Film)
Verzauberter April (Originaltitel Enchanted April) ist eine britische Tragikomödie von 1991 unter der Regie von Mike Newell. Peter Barnes’ Drehbuch beruht auf einer Novelle von Elizabeth von Arnim aus dem Jahr 1922. Die Hauptrollen sind besetzt mit Miranda Richardson, Josie Lawrence, Polly Walker und Joan Plowright, die vier Frauen spielen, die sich im Monat April auf einer abgelegenen italienischen Insel in ein Schloss einmieten, um ihr bisheriges Leben Revue passieren zu lassen und darüber nachzudenken, wie es weitergehen soll. Das Filmplakat pries den Film mit den Worten an: „Stellen Sie sich vor, Sie sind im Paradies und tun das, wovon Sie schon immer träumten.“
Der Film erhielt drei Oscarnominierungen, wurde mit zwei Golden Globes ausgezeichnet und für einen weiteren nominiert.

## Handlung
Lottie Wilkins, die in den 1920er-Jahren in London lebende Frau eines langweiligen und selbstzufriedenen Anwalts, entdeckt in der Times folgende Anzeige: „Für diejenigen, die Glyzinien und Sonnenschein schätzen. Kleines mittelalterliches italienisches Schloss am Ufer des Mittelmeers, möbliert zu vermieten für den Monat April.“ Lottie fühlt sich von der Offerte sofort angesprochen. Um sich diesen Urlaub jedoch leisten zu können, braucht sie die Hilfe weiterer Frauen. Ihre Nachbarin Rose Arbuthnot, ebenso wie Lottie gefangen in einer eher lieblosen Ehe, lässt sich schnell überreden mitzukommen. Zwei weitere Frauen finden Lottie und Rose, indem sie eine Anzeige schalten, auf die sich nur wenige Frauen melden. Zwei scheinen geeignet zu sein: Einmal Mrs. Fisher, eine schon ältere, aber sehr beeindruckende Grande Dame, die in ihrer viktorianischen Jugend mit bedeutenden Menschen zusammenkam, später aber immer spröder und griesgrämiger wurde. Die andere ist Lady Caroline, eine strahlende Schönheit mit dunklen Augen, die einer der reichsten Familien Londons entspringt, des gesellschaftlichen Trubels und der unaufhörlichen Aufmerksamkeit der Männer aber überdrüssig ist.
Lottie fühlt sich von ihrem Ehemann, der ziemlich geizig ist, unterdrückt. Rose ist mit einem Romanautor verheiratet, der ein Doppelleben führt, da er seine eher schwülstigen Liebesromane unter einem Pseudonym schreibt und niemand wissen soll, dass er dahintersteckt. Gegenüber Lottie gibt sie irgendwann zu, dass sie ihren Mann verabscheue. Lady Caroline hingegen ist gelangweilt von den geldgierigen Männern in ihrem Umkreis und Mrs. Fisher lebt in einer Welt von Büchern, die von Männern geschrieben wurden, die sie teils persönlich kannte.
Die vier sehr unterschiedlichen Frauen brauchen einige Tage, um sich aneinander zu gewöhnen, wobei ihnen ihr traumhaft gelegenes Domizil eine große Hilfe ist. Nachdem sie sich jedoch langsam öffnen und einander näherkommen, sind die Gespräche, die sie miteinander führen, überraschend offen und wertvoll in vielerlei Hinsicht.  
Als die Zeit im April sich langsam dem Ende nähert, treffen auch die Männer von Rose und Lottie ein, zudem schaut der Vermieter des Anwesens, George Briggs, vorbei. In der neu gefundenen Harmonie sind auch mit den Männern Gespräche möglich, die zuvor so nicht möglich gewesen wären und außerhalb der Vorstellungskraft der Frauen lagen. Die neu gewonnene Lebensfreude in einer traumhaften Umgebung hat ihre Wirkung nicht verfehlt.

## Produktion

### Drehorte
Gedreht wurde unter anderem im Castello Brown (ehemals Castello di San Giorgio) in Portofino in Ligurien in Italien, sowie in der Stadt Portofino, zudem in London in England. Das Castello diente der Autorin Elizabeth  von Arnim seinerzeit als Inspiration für ihre Geschichte. Produziert wurde der Film von BBC Films, Miramax und Greenpoint Films.

### Veröffentlichung, Erfolg
Premiere hatte der für die BBC erstellte Film am 6. November 1991 im Vereinigten Königreich auf dem BFI London Film Festival, am 5. April 1992 war er erstmals im britischen Fernsehen zu sehen. In den Vereinigten Staaten wurde er am 24. April 1992 auf dem USA Film Festival vorgestellt, am 31. Juli kam er in Los Angeles und in New York City in die Kinos. In Kanada war er im September 1992 einer der Beiträge auf dem Cinefest Sudbury International Film Festival. In Schweden und in Australien wurde der Film im Dezember 1992 veröffentlicht. 1993 erfolgte eine Veröffentlichung in folgenden Ländern: Argentinien, Frankreich, Südkorea, Spanien, Japan, Dänemark, in den Niederlanden und in China, dort auf dem Internationalen Filmfestival Shanghai. In Deutschland startete Verzauberter April am 8. April 1993 in den Kinos.
In Finnland und Portugal war der Film 1994 und in Ungarn 1995 erstmals zu sehen. Veröffentlicht wurde die Tragikomödie zudem in Brasilien, Bulgarien, Griechenland, Israel, Italien, auf den Philippinen, in Polen, Rumänien, Serbien, in der Sowjetunion und in Taiwan.
Der Film wurde von Ascot Elite Home Entertainment am 19. November 2013 mit einer deutschen Tonspur auf DVD und Blu-ray herausgegeben.
Am Eröffnungswochenende in den USA und in Kanada spielte die Tragikomödie 73.041 Dollar ein, der Bruttoertrag in den USA und Kanada lag bei 13.200.170 Dollar, was gleichzeitig als weltweiter Bruttoertrag ausgewiesen wird.

## Rezeption

### Kritik
Der Kritiker James Berardinelli gab dem Film vier Sterne, war voll des Lobes und führte unter anderem aus, der Film strahle einen warmen, entspannten Zauber aus, der Gefühle hervorrufe und garantiert die Stimmung verbessere. Es gebe keine versteckte Agenda, Zweck des Films sei es, ein gewisses Maß an leichter Unterhaltung zu bieten. Die wenigen Mängel, die er habe, seien so geringfügig, dass sie den Platz, sie zu beschreiben, nicht wert seien. Filmveteran Mike Newell webe mit seinem Film ein magisches Netz, das das Publikum für den gesamten Zeitraum fessele, in dem der Kinosaal verdunkelt sei. Die schauspielerische Leistung sei ein Superlativ. Miranda Richardson könne mit ihrem Gesichtsausdruck mehr ausdrücken, als viele Schauspielerinnen dies mit Körper und Stimme könnten. Joan Plowright, die Witwe von Laurence Olivier, sei urkomisch in ihrer Rolle als pompöse Frau. Auch der Rest der Besetzung, zu der Josie Lawrence, Polly Walker, Jim Broadbent und Michael Kitchen gehören, sei ebenso gut. Verzauberter April sei in seinem Genre herausragend, ein überragender Wohlfühlfilm, der sein Publikum nicht manipuliere, unterschätze oder anderweitig täusche.
In der Washington Post befasste sich der Kritiker Desson Howe mit dem Film und zeigte sich ähnlich begeistert wie schon Berardinelli. Er sprach von einem entzückenden Film, einem subtilen und bewegenden Drama. Als unwissender Engel im Film sei Lawrence eine absolute Freude. Richardson, im Film treffend als enttäuschte Madonna beschrieben, sei so gelassen wie eine Rose, Walker eine perfekte, selbstbesessene Schönheit mit einer Empfindsamkeit, die sie nicht nutze. Plowright, eine Theatervirtuosin, setze ihren Gehstock und ihren vernichtenden Blick mit amüsanter Wirkung ein.
Der Kritiker Hal Hinson hingegen war in der Washington Post völlig anderer Meinung. Für ihn war der Film trocken und langweilig wie ein Cracker. Der Film wirke wie eine Adaption von Thelma & Louise und Wisteria and Sunshine statt Kugeln und Leichensäcken. Von der Handlung her biete er aber eher City Slickers für Möchtegern-Anpasser. Alle vier Frauen seien schal und matt. Die Filmhandlung sei banal. Als Lottie und Rose seien sowohl Lawrence als auch Richardson unerbittlich altbacken.
Auch der Autor Jamie S. Reich konnte dem Film selbst nicht viel abgewinnen, wenn er auch die Leistungen der Hauptdarstellerinnen lobte. So sei Polly Walker so verführerisch, wie es ihre Rolle verlange, und schaffe es, unwiderstehlich attraktiv zu sein, und Miranda Richardsons Darstellung sei subtil und nuanciert. Sie schaffe es, dem Material viel mehr abzutrotzen, als das Drehbuch hergebe, und sage mit ihrem Gesicht mehr, als jeder eher langweilige Dialog von Barnes es je könnte. Sie sei der Grund für ihn gewesen, bis zum Abspann des Films durchzuhalten.
Derek Winnert hingegen sah den Film deutlich positiver und meinte, er sei eine bezaubernde Version der sentimentalen Geschichte nach Elizabeth von Arnims Roman. Winnert sprach von stilvoller Schauspielerei, die die Atmosphäre der Zwanziger und die eleganten Aufnahmen des Kameramanns unterstützten. Zum Drehbuch von Peter Barnes bemerkte er, es sei brauchbar, wenn auch nicht gerade in der E.M.-Forster-Klasse, aber ansonsten sei der Film sehr schön.
Margarita Landazuri schrieb bei Turner Classic Movies (TCM), die Kritiken seien so strahlend gewesen wie ein Portofino-Morgen. Auch wenn es einige griesgrämige Kritiker gegeben habe, die ein wenig über die Substanzlosigkeit von Enchanted April geschimpft hätten, wie beispielsweise David Denby im New York Magazine, der gemäkelt habe, dass es anscheinend keine bösen Menschen gebe, sondern nur Menschen, die mit schlechtem Wetter leben müssten, weshalb die meisten Menschen dem Bann des Films erlegen seien. Jami Bernard von der New York Post habe hingegen für den Film die Worte gefunden „charmant, entwaffend und durch und durch bezaubernd“. Laut Davin Ansen von Newsweek stelle der Film eine Hommage für Newells faszinierende Filmarbeit dar und für den köstlichen Witz, den die hervorragende Besetzung biete. Die romantische Idylle sei stark und habe einen eigenen Zauber.
Die Kritiker von Kino.de lobten seinerzeit: „Exzellent fotografiertes Drama von Mike Newell (…), das in seiner Stimmung an die Werke James Ivorys erinnert. Insbesondere Miranda Richardson und Joan Plowright, die für ihre Leistungen mit dem ‚Golden Globe 1993‘ ausgezeichnet wurden, machen diese sanfte, unspektakuläre Emanzipations-Geschichte zu einem Geheimtip für das diesjährige ‚Oscar‘-Rennen.“
Auch die Redaktion des Filmdienstes sah den Film positiv. Dort hieß es: „Romantischer Film, der Abstand vom Alltag, Naturnähe und Muße als Weg zu sich selbst beschreibt. Nuancenreich, mit hintergründigem Humor inszeniert und ausgezeichnet gespielt. – Ab 14.“

### Auszeichnungen (Auswahl)
Cleveland International Film Festival 1992
- Auszeichnung für Mike Newell in der Kategorie „Bester Film“

Academy Awards, USA 1993
- Nominierung in der Kategorie „Bestes adaptiertes Drehbuch“ für Peter Barnes
  - Der Oscar ging jedoch an Ruth Prawer Jhabvala für und mit Wiedersehen in Howards End
- Nominierung in der Kategorie „Bestes Kostümdesign“ für Sheena Napier
  - Der Oscar ging jedoch an Eiko Ishioka für und mit Bram Stoker’s Dracula
- Nominierung in der Kategorie „Beste Nebendarstellerin“ für Joan Plowright
  - Der Oscar ging jedoch an Marisa Tomei für und mit Mein Vetter Winnie

Golden Globes, USA 1993
- Auszeichnung mit dem Golden Globe für Miranda Richardson in der Kategorie „Beste Schauspielerin“
- Auszeichnung mit dem Golden Globe für Joan Plowright in der Kategorie „Beste Nebendarstellerin“
- Nominierung für den Golden Globe in der Kategorie „Bester Film“

Internationales Filmfestival Shanghai 1993
- Nominierung für den Golden Goblet für Mike Newell in der Kategorie „Bester Film“

USC Scripter Award 1993
- Nominierung für den USC Scripter Award für Peter Barnes (Drehbuch) und Elizabeth von Arnim (Autorin der Vorlage)

Writers Guild of America, USA 1993
- Nominierung für den WGA Award (Drehbuch) für Peter Barnes in der Kategorie „Bestes Drehbuch basierend auf einer Vorlage“

### Weitere Version
Der Stoff, der mehrfach für die Bühne aufbereitet wurde, wurde bereits 1935 für die Leinwand adaptiert. Harry Beaumont führte in dieser Version Regie, Ann Harding war als Lottie Wilkins besetzt, Katharine Alexander als Rose Arbuthnot, Jane Baxter als Lady Caroline Dester und Jessie Ralph als Mrs. Fisher.